# Klausen-Leopoldsdorf
Klausen-Leopoldsdorf  är en ort och kommun i Österrike. Den ligger i distriktet Baden i förbundslandet Niederösterreich, 30 km sydväst om huvudstaden Wien. 